# الن کویپرس
الن کویپرس (انگلیسی: Ellen Kuipers؛ زادهٔ ۸ april ۱۹۷۱ (۵۳ سال)) ورزشکار هاکی روی چمن اهل پادشاهی هلند است.
وی در مسابقات کشوری و بین‌المللی در مجموع برندهٔ ۱ مدال طلا، ۱ مدال نقره، ۲ مدال برنز شده‌است.